# La mansión de Araucaíma
La mansión de Araucaíma es un relato de Álvaro Mutis, publicado en 1973 y adaptado por Carlos Mayolo en la película homónima estrenada en 1986. Se considera parte de un género "gótico de tierra caliente".

## Inspiración
Mutis escribió la novela para convencer a su amigo Luis Buñuel que al igual que los castillos británicos, las casonas tropicales con su ambiente podían dar la atmósfera gótica. Se esperaba que Luis Buñuel la llevase al cine en conjunto con el productor Luis del Llano, pero dado el rechazo de este por "la imposibilidad de llevar un relato gótico de tierra caliente al cine" es llevada en 1986 por el director caleño Carlos Mayolo.

## Argumento
La Mansión de Araucaima es una gran casona tropical habitada por seis personajes que se refugian en la misma estableciendo seis realidades con sus propias reglas. Los seis personajes buscan desprenderse de su pasado, recuerdos reprimidos y frustraciones y a la vez se encuentran atrapados en sus temores y deseos reprimidos.
La casa no permite la entrada de extraños ni la zozobra de lo nuevo. Habitada por las seis personas: Graciliano "Don Graci", dueño de la casa bajo maquinaciones legales aunque afirmando haber heredado la propiedad por su fallecida madre; Paúl, el guardián, un mercenario manco y temeroso del dueño; Cristóbal, el esclavo haitiano, negro de enorme estatura, cauteloso y fiel al dueño; Camilo, un piloto convaleciente, de aire galante pero atormentado y triste con la vida; un fraile anónimo, confesor de varios Papas quien trata de salvar las almas de los habitantes de la casa. Por último quien completa el grupo es La Machiche, ninfómana vieja, hermosa y dominante que mantiene el equilibrio entre los personajes, tiene relaciones con Cristóbal y Paul, es fiel al dueño, desprecia al piloto y teme al fraile. Los seis personajes conviven en el dicho aparente equilibrio hasta la llegada súbita de Ángela, una sensual y hermosa modelo que por casualidad llega a la mansión y se convierte en víctima mortal de los residentes de la casa luego de romper el equilibrio con su belleza y provocar pasiones y desencuentros.
En La mansión de Araucaíma predomina el clima erótico por sobre cualquier otro tipo de motivación o interés. La conjugación de personajes de inclinaciones sexuales tan diversas y obsesivas produce un clima de morbosidad frustrante que resulta fatal para los personajes, sobre todo para Ángela, la extraña muchacha que penetra en el mundo cerrado de la mansión.

## Personajes
- Graciliano "Don Graci": Es el heredero equivoco de la mansión, mecenas corrupto y manipulador, antiguo pedófilo cuyas fantasías son saciadas a través de baños junto con los otros habitantes de la mansión.
- Paul, el guardián: Mercenario exmilitar, manco después de una cruenta batalla. Cuida la casa y evita la entrada de extraños. Teme al dueño, cela a la Machiche y odia al esclavo.
- Cristóbal, el sirviente: Negro brasileño fiel al dueño, amante de la Machiche, odia al guardián y es amigo del fraile.
- El Fraile: Un anónimo sacerdote jesuita, aparentemente joven aún con 60 años.
- Camilo, el piloto: Piloto convaleciente y deshecho luego de que su avioneta fumigadora fuese destruida por un rayo en plena tormenta cerca a la mansión. De apariencia galante pero en realidad impotente y muy desagradecido con los demás.
- La Machiche: Hembra dominante y frutal que mantiene control sobre los anteriores personajes. Ninfómana que mantiene relaciones con el esclavo y el guardián.
- Ángela, la modelo: Muchacha de 17 años, sensual y hermosa. Graba cortes publicitarios para la venta de tierras aledañas a la mansión. Llega a la casa luego de que su bicicleta se dañase aunque más llevada por la curiosidad hacia los habitantes de la casa. Mantiene fallidas relaciones con el piloto, el fraile y el esclavo y posteriormente se convierte en víctima.

- Datos: Q5684685